# Silver Lake (Indiana)
Silver Lake és una població dels Estats Units a l'estat d'Indiana. Segons el cens del 2000 tenia 546 habitants.

## Demografia
Segons el cens del 2000, Silver Lake tenia 546 habitants, 207 habitatges, i 156 famílies. La densitat de població era de 726,9 habitants/km².
Dels 207 habitatges en un 35,7% hi vivien nens de menys de 18 anys, en un 59,9% hi vivien parelles casades, en un 9,7% dones solteres, i en un 24,6% no eren unitats familiars. En el 18,8% dels habitatges hi vivien persones soles el 8,2% de les quals corresponia a persones de 65 anys o més que vivien soles. El nombre mitjà de persones vivint en cada habitatge era de 2,64 i el nombre mitjà de persones que vivien en cada família era de 2,97.
Per edats la població es repartia de la següent manera: un 27,3% tenia menys de 18 anys, un 6,6% entre 18 i 24, un 29,3% entre 25 i 44, un 22,9% de 45 a 60 i un 13,9% 65 anys o més.
L'edat mediana era de 36 anys. Per cada 100 dones de 18 o més anys hi havia 90,9 homes.
La renda mediana per habitatge era de 33.088 $ i la renda mediana per família de 36.875 $. Els homes tenien una renda mediana de 31.442 $ mentre que les dones 21.000 $. La renda per capita de la població era de 13.561 $. Entorn del 9,4% de les famílies i el 12,1% de la població estaven per davall del llindar de pobresa.

## Poblacions més properes
El següent diagrama mostra les poblacions més properes.